# Las Tinajas, Querétaro Arteaga
Las Tinajas är en ort i Mexiko.   Den ligger i kommunen San Joaquín och delstaten Querétaro Arteaga, i den centrala delen av landet, 180 km norr om huvudstaden Mexico City. Las Tinajas ligger 1 791 meter över havet och antalet invånare är 112.
Terrängen runt Las Tinajas är varierad. Las Tinajas ligger uppe på en höjd. Runt Las Tinajas är det glesbefolkat, med 20 invånare per kvadratkilometer. Närmaste större samhälle är Landa de Matamoros, 16,8 km nordost om Las Tinajas. I omgivningarna runt Las Tinajas växer i huvudsak blandskog.